# Idaea jonesi
Idaea jonesi là một loài bướm đêm trong họ Geometridae.